# Ciudad de Lorca CF
A Ciudad de Lorca CF, teljes nevén Ciudad de Lorca Club de Fútbol egy már megszűnt spanyol labdarúgócsapat. A klubot 2007-ben alapították, két évvel később szűnt meg.

## Statisztika
| Szezon  | Osztály | Poz. | Copa del Rey |
| ------- | ------- | ---- | ------------ |
| 2007/08 | 3ª      | 16.  |              |
| 2008/09 | 3ª      | 20.  |              |

## Külső hivatkozások
- Futbolme (spanyolul)